# ژولین اسکوده
ژولین اسکوده (فرانسوی: Julien Escudé‎؛ زادهٔ ۱۷ اوت ۱۹۷۹) بازیکن سابق فوتبال اهل فرانسه است.
از باشگاه‌هایی که در آن بازی کرده‌است می‌توان به باشگاه فوتبال بشیکتاش، باشگاه فوتبال کن، باشگاه فوتبال آژاکس آمستردام، باشگاه فوتبال رن، باشگاه فوتبال سویا، و باشگاه فوتبال بشیکتاش اشاره کرد.
وی همچنین در تیم‌های ملی فوتبال زیر ۲۱ سال فرانسه فرانسه بازی کرده‌است.